# Dolní hřbitov (Žďár nad Sázavou)
Dolní hřbitov ve Žďáru nad Sázavou je unikátně utvářeným barokním morovým hřbitovem vybudovaným roku 1709 podle projektu Jana Santiniho. Nachází se 350 metrů severozápadně od bývalého žďárského kláštera. Areál hřbitova je chráněn jako nemovitá kulturní památka České republiky.

## Historie

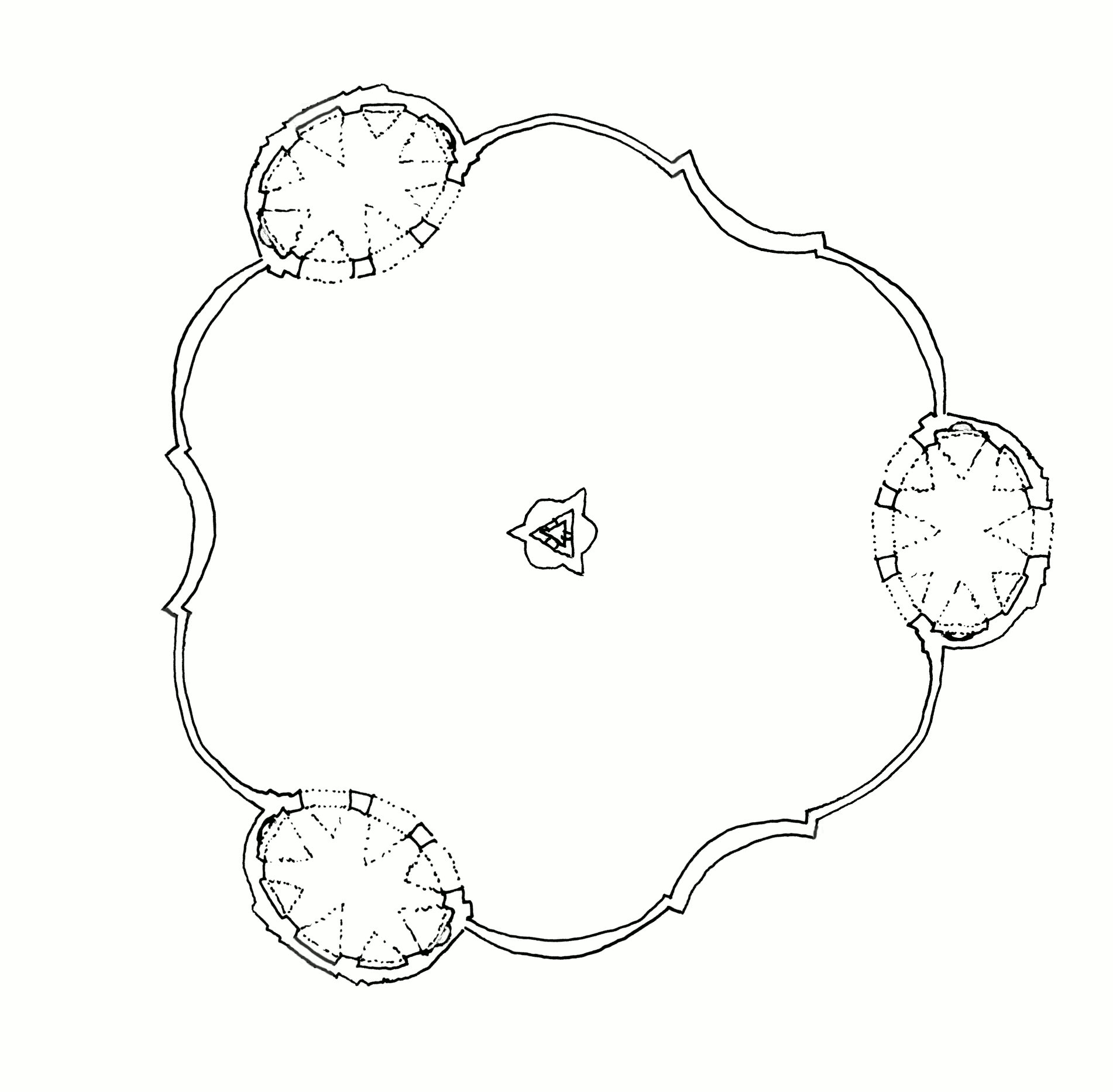
Půdorys hřbitova v původní podobě

V letech 1709–1715 byly východní Čechy postiženy několika vlnami morové epidemie. Opat kláštera Václav Vejmluva proti této hrozící epidemii provedl na klášterním panství řadu opatření, takže její průběh zde byl dosti mírný. Vybudování Dolního hřbitova bylo jedním z těchto opatření, avšak vzhledem k faktu, že nešlo o opatření jediné, nebyl prakticky využit. 25. září 1720 byl opat za příkladnou přípravu proti hrozící morové nákaze odměněn titulem císařského rady.
Později byl hřbitov využíván pro běžné pohřby a v polovině 18. století již nedostačoval. Byl proto za opata Bernarda Henneta zvětšen.
V nedávném období byl dříve poměrně zchátralý areál hřbitova kompletně rekonstruován.

## Popis
Areál byl, vzhledem ke svému určení, vybudován na samém okraji klášterního komplexu, vzdálen obytné zástavby.

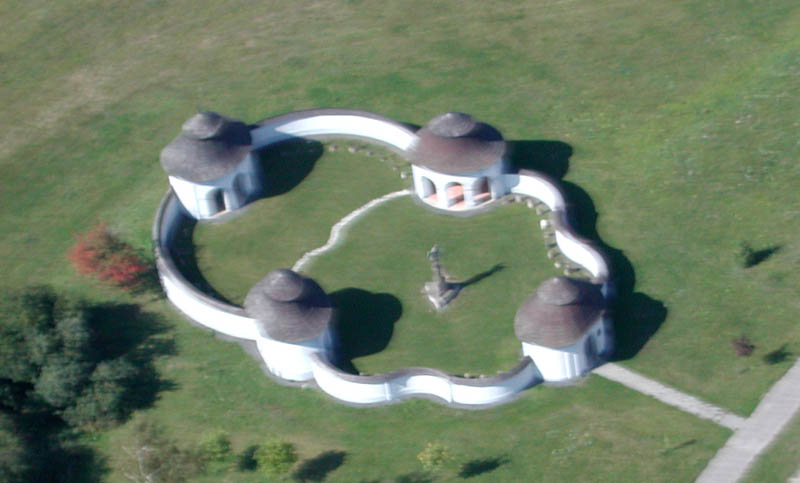
Letecký pohled na hřbitov

Hřbitov byl vybudován jako centrální útvar a to tak, že je v jeho půdorysu zdůrazněno číslo tři jako odkaz na Nejsvětější Trojici. Původně se skládal z trojice shodných oválných kaplí, jejichž středy byly umístěny v rozích pomyslného rovnostranného trojúhelníka. Jižní kaple funguje též jako vstup. Mezi jednotlivými kaplemi probíhá křivkově – konvexně-konkávně tvarovaná hřbitovní zeď. Po pozdějším rozšíření půdorys začal lehce připomínal tvar lebky, což však nebylo původním Santiniho záměrem.

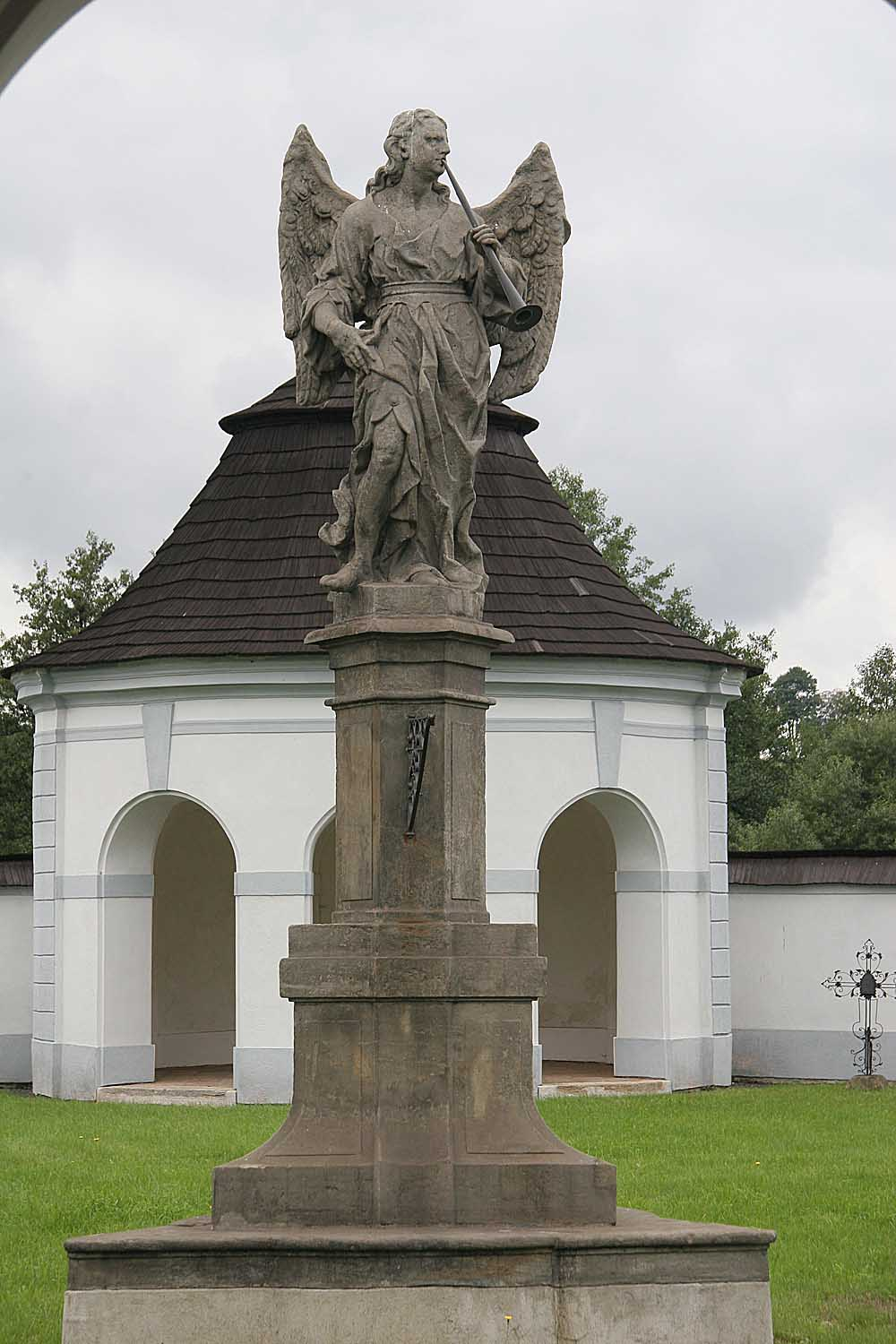
Socha anděla posledního soudu ve středu Dolního hřbitova

Při pozdějším rozšíření hřbitova  byl jeden celý úsek zdi odstraněn, byla doplněna čtvrtá, shodně utvářená kaple a dva nové úseky hřbitovní zdi, které jsou pouze konvexně vyduté. Odstraněný úsek zdi je dnes v trávníku náznakově rekonstruován. Doplnění hřbitova sice potlačilo původní symboliku, ale přesto poměrně organicky navázalo na tehdy již více než čtyřicet let staré architektonické řešení Jana Santiniho.
Kaple, které jsou situovány příčně ke středu hřbitova jsou do jeho prostoru prolomeny trojicí shodně utvářených oblouků arkády. Zaklenuty jsou báňovými klenbami s trojbokými výsečemi odpovídajícími slepým obloukům členícím stěny. Architektonické tvarosloví kaplí je velmi jednoduché, ale nese typické znaky Santiniho architektonického projevu. Kaple mají mansardové střechy.
Uprostřed původní části hřbitova stojí na trojúhelném soklu socha anděla posledního soudu, který je přisuzován Řehoři Thenymu jako dílo z doby kolem roku 1730. Nedávno byla však navržena možnost, že pochází už z roku 1709 a jeho autorem je Matěj Václav Jäckel. Podél obvodní zdi je umístěno 8 barokních soch světců, které do roku 2008 tvořily výzdobu mostu ve Žďáru nad Sázavou.
V současné době již není hřbitov využíván k pochovávání a jeho plocha je pokryta trávníkem. 